# Gaetano Castrovilli
Gaetano Castrovilli (Canosa di Puglia, Apulia, 17 de febrero de 1997) es un futbolista italiano que juega como centrocampista en la A. C. Monza de la Serie A.

## Trayectoria
Castrovilli dio sus primeros pasos en el fútbol en el equipo de su ciudad, el ASD Minervino, a la edad de nueve años. En 2008, fue captado por ojeadores del Bari, que luego de hacerle unas pruebas, decidieron incluirlo en sus divisiones menores.
De esta forma, Castrovilli comenzó su carrera profesional en el Bari, con el que fue progresando a través de sus categorías, debutando con el primer equipo el 22 de mayo de 2015 (temporada 2014/15), a los 18 años en un partido de la Serie B que perdieron por 1-0 ante Spezia Calcio, cuando ingresó al minuto 78 en lugar de Marco Calderoni. Desde entonces alternó con el primer equipo y en dos años, Fiorentina se fijó en él, pidiendo su cesión para su filial sub-19.
Las buenas actuaciones del volante con Fiorentina Primavera lograron que el club lo comprara definitivamente en la temporada 17/18 pagando para ello algo más de 1 millón de euros al Bari. Tras su fichaje, Fiorentina decidió cederlo por dos temporadas al Cremonese de la Serie B, con el fin de que gane tiempo de juego. El 6 de agosto de 2017, Castrovilli debutó con este equipo en el triunfo por 1-0 sobre Virtus Entella por la segunda ronda de la Copa Italia 2017/18. El 3 de septiembre del mismo año, marcó el primer tanto de su trayectoria profesional en la victoria por 3-1 sobre Avellino. Su gran trajinar en la segunda división italiana, especialmente su segunda temporada con Cremonese, terminó convenciendo al entrenador Vincenzo Montella, que lo consideró para la temporada 2019/20 en Fiorentina.
Tras su vuelta, el 24 de agosto de 2019, debuta con camiseta violeta en el arranque de la Serie A, que culminó con derrota 4-3 ante Napoli, brindando una asistencia a Kevin-Prince Boateng. Desde el inicio se ganó el puesto de titular en el mediocampo y el 29 de septiembre, sexta fecha del torneo, marcó su primer gol con Fiorentina en el triunfo por 3-1 sobre Milan. El 10 de octubre del mismo año firmó por cinco años más con el club.
En junio de 2024 abandonó el equipo de Florencia al expirar su contrato. Entonces se marchó a Roma y a mediados de julio fichó por la S. S. Lazio. En sus primeros meses disputó diez partidos y en enero fue cedido a la A. C. Monza.

## Selección nacional
Su gran temporada en Fiorentina logró que Castrovilli sea convocado a la selección de fútbol de Italia en noviembre de 2019, con la cual lleva disputado un partido. Su debut se produjo el 15 de noviembre de 2019 en el triunfo por 3-0 sobre Bosnia y Herzegovina por la clasificación para la Eurocopa 2020, cotejo en el que ingresó en el minuto 86 en reemplazo de Lorenzo Insigne.
También integró las categorías sub-20 (anotando dos goles en cinco partidos) y sub-21 (2 partidos), perdiéndose la Eurocopa Sub-21 de 2019 por unas molestias físicas.

## Estilo de juego
Se trata de un volante versátil cuyos primeros pasos los dio como extremo por izquierda, razón por la que tiene velocidad y capacidad de desborde. Destaca por su buen pase, posicionamiento, control de balón, regate y capacidad de organización.
A lo largo de su carrera ha podido jugar en todas las posiciones del mediocampo. Sin embargo, la disposición táctica 3-5-2 es la que mejor se le ha acomodado, al jugar él detrás de los dos delanteros o falsos nueves o como interior izquierdo. Es un jugador con instinto ofensivo, considerando que jugaba como extremo o mediapunta en su cesión al Cremonese. En Bari disputó encuentros como volante de contención aunque después fue utilizado en varias posiciones.

## Vida personal
Surgió de una familia humilde. Su tío Nimbo recorría 200 kilómetros a diario para llevarlo a entrenar, su padre es carpintero y su madre, auxiliar en un hospital. Estudió danza antes de elegir al fútbol como su primera carrera profesional. Comentó en entrevistas que aún la practica.

## Estadísticas

### Clubes
Actualizado al último partido disputado el 24 de mayo de 2025.
| Club                     | Div.          | Temporada     | Liga  | Liga  | Copas nacionales | Copas nacionales | Copas internacionales | Copas internacionales | Total | Total |
| Club                     | Div.          | Temporada     | Part. | Goles | Part.            | Goles            | Part.                 | Goles                 | Part. | Goles |
| ------------------------ | ------------- | ------------- | ----- | ----- | ---------------- | ---------------- | --------------------- | --------------------- | ----- | ----- |
| S. S. C. Bari · Italia   | 2.ª           | 2014-15       | 1     | 0     | 0                | 0                | —                     | —                     | 1     | 0     |
| S. S. C. Bari · Italia   | 2.ª           | 2016-17       | 10    | 0     | 1                | 0                | —                     | —                     | 11    | 0     |
| S. S. C. Bari · Italia   | Total club    | Total club    | 11    | 0     | 1                | 0                | 0                     | 0                     | 12    | 0     |
| U. S. Cremonese · Italia | 2.ª           | 2017-18       | 27    | 1     | 2                | 0                | —                     | —                     | 29    | 1     |
| U. S. Cremonese · Italia | 2.ª           | 2018-19       | 26    | 4     | 1                | 1                | —                     | —                     | 27    | 5     |
| U. S. Cremonese · Italia | Total club    | Total club    | 53    | 5     | 3                | 1                | 0                     | 0                     | 56    | 6     |
| ACF Fiorentina · Italia  | 1.ª           | 2019-20       | 33    | 3     | 2                | 0                | —                     | —                     | 35    | 3     |
| ACF Fiorentina · Italia  | 1.ª           | 2020-21       | 34    | 5     | 3                | 0                | —                     | —                     | 37    | 5     |
| ACF Fiorentina · Italia  | 1.ª           | 2021-22       | 23    | 1     | 4                | 0                | —                     | —                     | 27    | 1     |
| ACF Fiorentina · Italia  | 1.ª           | 2022-23       | 15    | 2     | 4                | 0                | 7                     | 2                     | 26    | 4     |
| ACF Fiorentina · Italia  | 1.ª           | 2023-24       | 6     | 1     | 0                | 0                | 0                     | 0                     | 6     | 1     |
| ACF Fiorentina · Italia  | Total club    | Total club    | 111   | 12    | 13               | 0                | 7                     | 2                     | 131   | 14    |
| S. S. Lazio · Italia     | 1.ª           | 2024-25       | 9     | 0     | 1                | 0                | 0                     | 0                     | 10    | 0     |
| S. S. Lazio · Italia     | Total club    | Total club    | 9     | 0     | 1                | 0                | 0                     | 0                     | 10    | 0     |
| A. C. Monza · Italia     | 1.ª           | 2024-25       | 12    | 0     | ―                | ―                | ―                     | ―                     | 12    | 0     |
| A. C. Monza · Italia     | Total club    | Total club    | 12    | 0     | 0                | 0                | 0                     | 0                     | 12    | 0     |
| Total carrera            | Total carrera | Total carrera | 196   | 17    | 18               | 1                | 7                     | 2                     | 221   | 20    |
| 1. 2.                    |               |               |       |       |                  |                  |                       |                       |       |       |

## Palmarés

### Títulos internacionales
| Título   | Equipo              | Sede   | Año  |
| -------- | ------------------- | ------ | ---- |
| Eurocopa | Selección de Italia | Europa | 2020 |